# Saint-Justin (Landes)
Saint-Justin is een gemeente in het Franse departement Landes (regio Nouvelle-Aquitaine). De plaats maakt deel uit van het arrondissement Mont-de-Marsan. Saint-Justin telde op 1 januari 2022 1.015 inwoners.
Saint-Justin werd in 1280 gesticht als bastide door de burggravin van Marsan en de hospitaalridders van Sint-Jan. Als bastide had Saint-Justin een groot centraal plein omgeven met arcaden. De plaats had een strategische ligging en had een stadsmuur verdedigd door drie achthoekige torens.
In de gemeente ligt het Château de Fondat.

## Geografie
De oppervlakte van Saint-Justin bedroeg op 1 januari 2022 65,62 vierkante kilometer; de bevolkingsdichtheid was toen 15,5 inwoners per km².
De gemeente ligt 25 km ten noordoosten van Mont-de-Marsan.

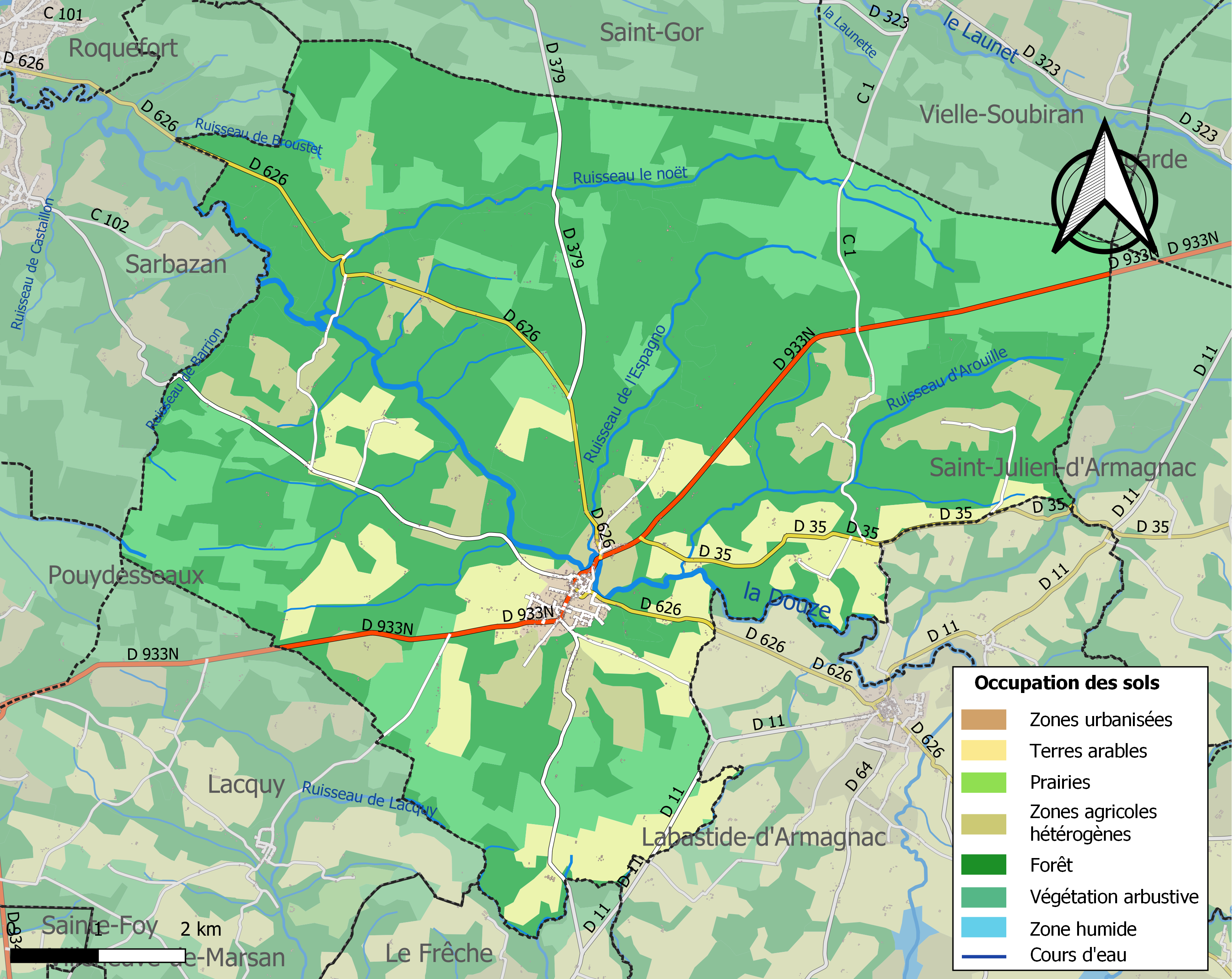
Kaart van de gemeente met de belangrijkste infrastructuur, bodemgebruik en omliggende gemeenten

## Demografie
Onderstaande figuur toont het verloop van het inwonertal (bron: INSEE-tellingen).